# Lake Forest (Kalifornie)
Lake Forest je město v okrese Orange County ve státě Kalifornie v USA.
Město se jmenuje Lake Forest od roku 1991, předtím bylo známo pod názvem El Toro. Po roce 2000 rozšířil Lake Forest své městské hranice tak, aby zahrnovaly i plánovanou výstavbu v okolí. Tato expanze přinesla nové domy a obchodní centra na severovýchodu města.
U Lake Forest jsou dvě uměle vytvořená jezera, podle kterých město dostalo své jméno. „Les“, podle kterého je město také pojmenováno, byl vysazen po roce 1900 a skládá se převážně z eukalyptů.
Populaci tvořilo v roce 2010 77 264 obyvatel. Bělochů nehispánského původu bylo 53,7 %, Hispánců bylo 27,3 %, Asiatů 13,1 %, Afroameričanů 1,6 %, ostatních bylo 4,3 %.